# Joanna Majdan
Joanna Majdan (27 de julio de 1964) es una deportista polaca que compitió en judo. Ganó una medalla de bronce en el Campeonato Mundial de Judo de 1984, y tres medallas de bronce en el Campeonato Europeo de Judo entre los años 1986 y 1989.

## Palmarés internacional
| Campeonato Mundial | Campeonato Mundial    | Campeonato Mundial | Campeonato Mundial |
| Año                | Lugar                 | Medalla            | Categoría          |
| ------------------ | --------------------- | ------------------ | ------------------ |
| 1984               | Viena (Austria)       | Medalla de bronce  | –52 kg             |
| Campeonato Europeo |                       |                    |                    |
| Año                | Lugar                 | Medalla            | Categoría          |
| 1986               | Londres (Reino Unido) | Medalla de bronce  | –52 kg             |
| 1988               | Pamplona (España)     | Medalla de bronce  | –52 kg             |
| 1989               | Helsinki (Finlandia)  | Medalla de bronce  | –52 kg             |